# هضبة الشطوط
منخفض القطاره ما المقصود بمنخفض
تنحصر بين أطلس التل وأطلس الصحراء، لذلك تتخذ شكل المثلث تقريبا، تتصل بهضبة الميزيتا المراكشية في الغرب عن طريق ممر تازة وهي هضبة محدودة الارتفاع، حيث يبلغ متوسط ارتفاعها 3280 قدما تقريبا، ويأخذ سطحها في الانخفاض والضيق كلما اتجهنا من الغرب صوب الشرق حيث تبدو حافتها الشرقية كعقدة جبلية لالتقاء عدة مرتفعات عندها مثل أوراس والقبائل.
اتخذت الهضبة اسمها من مجموعة الشطوط المنتشرة فوق سطحها وهي عبارة عن بحيرات ملحية نشأت في نطاقات الثنيات الصغيرة التي أصابت الكتلة القديمة بفعل الضغوط التي صاحبت الحركة الالبية خلال الزمن الجيولوجى الثالث، وتختلف شطوط النطاق الشرقي الممتد في نطاق منخفض بسكرة مثل شط الجريد، شط الغرسة، شط ملغير، في أصل نشاتها حيث ترجع إلى نشاط بحرى حدث خلال الزمن الجيولوجى الثاني. أكبر الشطوط هنا الشط الشرقي الكبير الممتد لمسافة 225 كم على منسوب 3280 قدما فوق مستوى سطح البحر، شط الزاغر الشرقي، شط الحضنة.